# Suraj Singh
Suraj Singh (sinh ngày 6 tháng 12 năm 1995) là một cầu thủ bóng đá người Ấn Độ thi đấu ở vị trí hậu vệ cho Churchill Brothers ở I-League.

## Sự nghiệp
Singh bắt đầu sự nghiệp tại Tata Football Academy. Không lâu sau anh gia nhập Churchill Brothers sau khi tốt nghiệp học viện. Anh có màn ra mắt chuyên nghiệp cho câu lạc bộ ở I-League on 14 tháng 2 năm 2017 trước Chennai City. Anh đá chính và thi đấu cả trận khi Churchill Brothers hòa 1–1.

## Thống kê sự nghiệp
Tính đến 28 tháng 2 năm 2017
| Câu lạc bộ          | Mùa giải            | Giải vô địch        | Giải vô địch | Giải vô địch | Cúp Liên đoàn | Cúp Liên đoàn | Cúp Quốc gia | Cúp Quốc gia | Châu lục | Châu lục  | Tổng    | Tổng      |
| Câu lạc bộ          | Mùa giải            | Hạng đấu            | Số trận      | Bàn thắng    | Số trận       | Bàn thắng     | Số trận      | Bàn thắng    | Số trận  | Bàn thắng | Số trận | Bàn thắng |
| ------------------- | ------------------- | ------------------- | ------------ | ------------ | ------------- | ------------- | ------------ | ------------ | -------- | --------- | ------- | --------- |
| Churchill Brothers  | 2016–17             | I-League            | 1            | 0            | 0             | 0             | 0            | 0            | —        | —         | 1       | 0         |
| Tổng cộng sự nghiệp | Tổng cộng sự nghiệp | Tổng cộng sự nghiệp | 1            | 0            | 0             | 0             | 0            | 0            | 0        | 0         | 1       | 0         |